# PCBP3
PCBP3 (англ. Poly(rC) binding protein 3) – білок, який кодується однойменним геном, розташованим у людей на короткому плечі 21-ї хромосоми. Довжина поліпептидного ланцюга білка становить 371 амінокислот, а молекулярна маса — 39 465.
| 10         |  | 20         |  | 30         |  | 40         |  | 50         |
| ---------- |  | ---------- |  | ---------- |  | ---------- |  | ---------- |
| MGEGDAFWAP |  | SVLPHSTLST |  | LSHHPQPQFG |  | RRMESKVSEG |  | GLNVTLTIRL |
| LMHGKEVGSI |  | IGKKGETVKK |  | MREESGARIN |  | ISEGNCPERI |  | VTITGPTDAI |
| FKAFAMIAYK |  | FEEDIINSMS |  | NSPATSKPPV |  | TLRLVVPASQ |  | CGSLIGKGGS |
| KIKEIRESTG |  | AQVQVAGDML |  | PNSTERAVTI |  | SGTPDAIIQC |  | VKQICVVMLE |
| SPPKGATIPY |  | RPKPASTPVI |  | FAGGQAYTIQ |  | GQYAIPHPDQ |  | LTKLHQLAMQ |
| QTPFPPLGQT |  | NPAFPGEKLP |  | LHSSEEAQNL |  | MGQSSGLDAS |  | PPASTHELTI |
| PNDLIGCIIG |  | RQGTKINEIR |  | QMSGAQIKIA |  | NATEGSSERQ |  | ITITGTPANI |
| SLAQYLINAR |  | LTSEVTGMGT |  | L          |  |            |  |            |

A: Аланін

C: Цистеїн

D: Аспарагінова кислота

E: Глутамінова кислота

F: Фенілаланін

G: Гліцин

H: Гістидин

I: Ізолейцин

K: Лізин

L: Лейцин

M: Метіонін

N: Аспарагін

P: Пролін

Q: Глутамін

R: Аргінін

S: Серин

T: Треонін

V: Валін

W: Триптофан

Кодований геном білок за функцією належить до рибонуклеопротеїнів. 
Задіяний у такому біологічному процесі, як альтернативний сплайсинг. 
Білок має сайт для зв'язування з ДНК, РНК. 
Локалізований у цитоплазмі.